# 고월상
고월상(일본어: 皐月賞 사쓰키쇼[*])은 일본중앙경마회(JRA)가 나카야마경마장에서 시행하는 중앙경마 G1급 중상경주이며, 여기서 “고월”은 음력 5월을 의미한다. 1위는 내각총리대신상, 일본마주협회연합회회장상, 나카야마마주협회상을 받는다.
팔대경주 중 하나였으며, 중앙경마 3대 클래식 가운데 제2차전으로서 행해진다. 가장 스피드가 빠른 종마를 선정하기 위한 레이스로 여겨진다. 때문에 참가자격은 3세의 모마(수말)·빈마(암말)로 제한되며, 선마(거세마)는 출전할 수 없다. 고월상 5위 이내 성적을 거둔 말에게는 도쿄우준(통칭 일본더비) 우선출전권이 주어진다.
1939년 당시 일본경마회가 영국의 2000 기니 스테이크스를 모범으로 하여 창설한 요코하마 농림성상전 4세호마(일본어: 横浜農林省賞典四歳呼馬)가 전신이다. 제1회는 요코하마 경마장의 잔디 1850 미터에서 시행되었고, 도쿄우준경주・한신우준빈마(현재의 한신빈마)・교토 농림성상전 4세호마(현재의 국화상)・나카야마 4세빈마 특별(현재의 앵화상)과 함께 “5대 특수경주”로 자리매김되었고, 이 다섯 경주 중 암말 전용인 한신빈마와 앵화상을 제외한 셋이 현재의 클래식 3관 경주가 되었다.
1943년 요코하마 경마장이 폐쇄되면서 도쿄 경마장 잔디 1800 미터로 개최지가 이동했고, 1944년 태평양 전쟁으로 인해 능력검정 경주로 시행되었다가 1945년에는 아예 중지되었다. 종전 후인 1947년 명칭을 농림성상전(農林省賞典)으로 변경하고, 1949년부터 시행장을 나카야마경마장 잔디 1950 미터로 이전하고 명칭을 현재의 “고월상”으로 변경했다. 이듬해인 1950년부터 주행거리를 잔디 2000 미터(1.25 마일)로 하여 현재에 이르고 있다.
1995년부터는 조건을 만족하는 지방경마 소속마도 출전할 수 있게 되었고, 2002년부터는 외산마도 출전할 수 있게 되었다. 2010년부터는 외국 국적마도 출주 가능하게 되어 국제경주가 되었다.

## 역대 대회
| 회차   | 개최일        | 역대 BEST 3     | 역대 BEST 3    | 역대 BEST 3     |
| 우승   | 준우승        | 3위             |                |                 |
| ------ | ------------- | --------------- | -------------- | --------------- |
| 제51회 | 1991. 04. 14. | 토카이 테이오   | 샤코 그레이드  | 이이데 세종     |
| 제54회 | 1994. 04. 17. | 나리타 브라이언 | 사쿠라 슈퍼 오 | 후지노 맛켄 오  |
| 제58회 | 1998. 04. 19. | 세이운 스카이   | 킹 헤일로      | 스페셜 위크     |
| 제85회 | 2025. 04. 20. | 뮤지엄 마일     | 크루아 뒤 노르 | 마스커레이드 볼 |